# یوشیماسا فوجیتا
یوشیماسا فوجیتا (انگلیسی: Yoshimasa Fujita؛ زادهٔ ۲۳ ژوئیهٔ ۱۹۷۹) بازیکن فوتبال اهل ژاپن است.